# Telesàrquides
Telesàrquides (en llatí Telesarchides, en grec antic Τελεσαρχίδης) fou un escultor atenenc esmentat per Eustaci, que diu que va fer un Hermes de quatre caps (Ἑρμῆς τετρακέφαλος), que es trobava al Ceràmic a Atenes, i portava la següent inscripció:
"Ἑρμῆ τετρακάρηνε, καλὸν Τελεσαρχίδον ἔργον, πανθ᾽ ὁράας
Foci també el menciona. Aquest escultor hauria florit sota el pisistràtides probablement abans de l'assassinat d'Hiparc el 514 aC.